# NGC 1060
NGC 1060 je galaksija u zviježđu Trokut.

## Vanjske poveznice
- SEDS: NGC 1060